# Gears of War (серия игр)
Gears of War — серия компьютерных игр в жанре шутера от третьего лица, издаваемых Xbox Game Studios для игровых приставок семейства Xbox и персональных компьютеров под управлением Windows. Изначально игры серии разрабатывались американской компанией Epic Games, а позже, после продажи прав на серию корпорации Microsoft — студией The Coalition.

## Состав
| Название               | Годы и платформы выхода                                               | Разработчик                 |       |
| ---------------------- | --------------------------------------------------------------------- | --------------------------- | ----- |
| Gears of War           | - 2006 — Xbox 360 - 2007 — Windows - 2015 — Xbox One - 2016 — Windows | Epic Games                  |       |
| Gears of War 2         | - 2008 — Xbox 360                                                     | Epic Games                  |       |
| Gears of War 3         | - 2011 — Xbox 360                                                     | Epic Games                  |       |
| Gears of War: Judgment | - 2013 — Xbox 360                                                     | People Can Fly Epic Games   |       |
| Gears of War 4         | - 2016 — Xbox One, Windows                                            | The Coalition               |       |
| Gears Pop              | - 2019 — Windows, Android, iOS                                        | Mediatonic Games            | [ 1 ] |
| Gears 5                | - 2019 — Xbox One, Windows - 2020 — Xbox Series X/S                   | The Coalition               | [ 2 ] |
| Gears Tactics          | - 2020 — Windows, Xbox One, Xbox Series X/S                           | Splash Damage The Coalition | [ 3 ] |

## История
Оригинальная Gears of War была выпущена 7 ноября 2006 года на Xbox 360, а спустя год, 6 ноября 2007 года была выпущена версия для Windows. Клифф Блезински, ведущий разработчик Epic Games, в одном из интервью упомянул три игры, которые оказали влияние на разработку оригинальной Gears of War: вид «из-за плеча» был взят из Resident Evil 4, система укрытий — из Kill Switch, и механизм передвижения от укрытия к укрытию — из Bionic Commando (передвижения героев Gears of War похожи на прыжки с платформы на платформы). В итоговом счёте геймплей игры нацелен больше на командную тактику и использование укрытий, чем на прорыв через орды врагов. Итоговая стоимость разработки игры, по словам Марка Рейна, составила 10 миллионов долларов. На всём протяжении разработки было задействовано одновременно 20-30 человек из штата Epic Games.
Концовка Gears of War оставила простор для создания сиквела, и в 2007 году на Game Developers Conference, Блезински подтвердил, что Epic Games планирует сделать продолжение игры. Разработка Gears of War 2 была официально подтверждена 20 февраля 2008 года. После анонса второй части Блезински дал несколько интервью, освещающих усовершенствования в игре. Был значительно оптимизирован сетевой код для решения проблемы преимущества хоста, наличествующей в первой части игры, и выполнены улучшения в системе использования укрытий и передвижения. Для создания более глубокой сюжетной линии команда пригласила писателя Джошуа Ортегу, чтобы ввести больший драматизм в научно-фантастический сеттинг. Стив Яблонский написал музыку для игры. Epic Games сообщила, что в компании планировали сделать игру проще после сбора обратной связи от игроков касательно Gears of War. Главный продюсер Род Фергюсон признал, что в первой части игры они «промахнулись с „легким“ уровнем сложности, и игра получилась несколько сложнее, чем хотелось бы». Gears of War 2 была выпущена спустя ровно 2 года после выпуска первой части, 7 ноября 2008 года.
20 сентября 2011 года была выпущена Gears of War 3. Спустя полтора года, 19 марта 2013 года, вышла Gears of War: Judgment. Judgment стала последней игрой серии, в разработке которой принимала участие Epic Games — в 2014 году компания продала права на франшизу корпорации Microsoft. Издатель серии, Microsoft Studios, доверил разработку следующих игр серии своей дочерней компании Black Tusk, которая впоследствии была переименована в The Coalition.
Первая игра от нового основного разработчика, Gears of War 4, была выпущена 11 октября 2016 года одновременно в версиях для Xbox One и Windows. На презентации E3 2018 были анонсированы 3 новые игры серии: Gears Pop для мобильных устройств под управлением iOS и Android, Gears Tactics — стратегия для персональных компьютеров под управлением Windows и Gears 5 — продолжение основной линейки игр для Xbox One и Windows. В отличие от предыдущих частей в названии всех 3 анонсированных на E3 2018 игр серии отсутствует часть «of War»: по словам Аарона Гринберга, руководителя маркетингового отдела Xbox, название «Gears 5» выглядит более «чистым»; он отметил, что игроки уже активно используют такое сокращенное название для обозначения игр серии. Gears Pop была выпущена 22 августа 2019 года. Пятая номерная часть была выпущена спустя несколько недель — 10 сентября 2019 года. Последняя из трёх игр, Gears Tactics, была повторно показана на The Game Awards 2019, где была объявлена дата выхода — 28 апреля 2020 года.

## Отзывы и критика
| Игра                   | Metacritic                                            |
| ---------------------- | ----------------------------------------------------- |
| Gears of War           | (X360) 94 (PC) 87 Ultimate Edition: (XONE) 82 (PC) 73 |
| Gears of War 2         | (X360) 93                                             |
| Gears of War 3         | (X360) 91                                             |
| Gears of War: Judgment | (X360) 79                                             |
| Gears of War 4         | (PC) 86 (XONE) 84                                     |
| Gears 5                | (PC) 82 (XONE) 84                                     |
| Gears Tactics          | (PC) 81                                               |